# Mitsunobu Tōyō

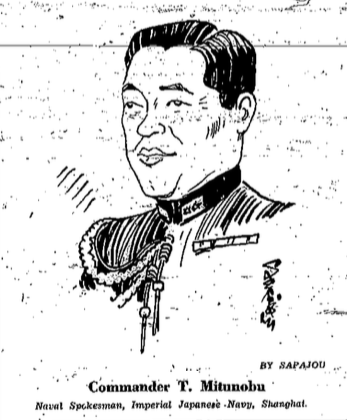
Karikatur von Mitsunobu Tōyō von Sapajou, Shanghai, 1939

Mitsunobu Tōyō (jap. 光延 東洋; * 9. Oktober 1897 in Takahashi; † 8. Juni 1944 am Abetone-Pass) war ein Admiral bei der Kaiserlich Japanischen Marine sowie japanischer Flottenattaché und Chef der japanischen Marinemission in Italien.

## Leben
Mitsunobu besuchte die Sekundarschule in Osaka und ging anschließend auf die Marineakademie der Kaiserlich japanischen Marine. Nach Abschluss der Akademie trat er 1919 den aktiven Dienst in der Flotte an. Nach verschiedenen Aufgaben auf mehreren Kriegsschiffen wurde er 1929 in das Flottenkommando versetzt.
1934 war er Mitglied der von Yamamoto Isoroku angeführten Kommission, die die japanische Positionen für den Zweiten Londoner Flottenvertrag ausarbeitete. Anschließend wohnte er 1935 dieser Konferenz als Ordonnanzoffizier bei. Dabei griff man auf die von Mitsunobo 1930 gemachten Erfahrungen mit der europäischen Mentalität zurück, die dieser in Paris gesammelt hatte, als er dort als Marineoffizier an der japanischen Botschaft tätig war. In der Folgezeit nahm er als Schiffsoffizier am Zweiten Japanisch-Chinesischen Krieg teil, bevor er Anfang der 1940er Jahre nach Rom geschickt wurde, um dort die Aufgabe des Flottenattachés an der japanischen Botschaft zu übernehmen.
Laut einigen Quellen soll er daneben auch geheimdienstliche Aufgaben ausgeübt und die Rolle des stellvertretenden Geheimdienstchefs für den Mittelmeerraum des japanischen Außenministeriums innegehabt haben.
Trotz der sich allgemein verschlechternden Kriegslage war er vom japanischen Sieg überzeugt. Im Frühjahr 1943 begann er den schrittweisen Umzug der japanischen Marinemission von Rom nach Meran zu organisieren. Der Umzug in die am linken Ufer der Passer gelegene Villa Burgund war am 8. September 1943 abgeschlossen. Auch seine Frau und seine vier Kinder, darunter sein Sohn Oyo der später die nach ihm benannte Mitsunobu-Reaktion entdeckte, zogen nach Meran.
Mitsunobu verfasste nach dem 8. September 1943 einen ausführlichen Bericht über den Zusammenbruch Italiens. Dabei sparte er nicht an Kritik sowohl an der militärischen als auch an der politischen Führung des Landes. In seiner Analyse machte er ebenso auf einige Schwächen der italienischen Mentalität aufmerksam, die seiner Ansicht nach eine entscheidende Rolle für den Zusammenbruch spielten. Nichtsdestotrotz schätzte ihn Mussolini für seine Aufrichtigkeit und Offenheit.
Am 8. Juni 1944 kehrte er zusammen mit seinem Assistenten Yamanaka von einer Dienstreise nach Meran zurück. In der Nähe von Pianosinatico am Abetone-Pass, an der Gotiklinie, wurde sein Auto von Mitgliedern der „XI Zona“, die von Manrico Ducceschi („Pippo“) befehligt wurde, angehalten. Bei dem Versuch zu entkommen wurde er getötet. Bei ihm wurden mehrere wichtige Dokumente gefunden, die in die Hände der Resistenza fielen.
Sein Leichnam wurde am 15. Juni nach Meran überführt und nach einer kurzen Gedenkfeier am Soldatenfriedhof der Familie übergeben.